# Jan Jorsäter
Jan Jorsäter, född 1971, är en svensk sportskytt. Svensk mästare i pistolskytte, fältskytte, vapengrupp B, 2003. Landslagsman i fältskytte år 2001 - 2009.
Jorsäter är sedan 2013 Landslagsman inom Svenska Skyttesportförbundet och har representerat Sverige på EM och Europacupen.
På EM 2013 i Osijek i Kroatien deltog Jorsäter i Grovpistol och Standardpistol. I Grovpistol placerade han sig på 13:e plats och standardpistol på 33:e plats.
På EM 2015 i Maribor i Slovenien deltog Jorsäter i Grovpistol och placerade sig på en 28:e plats.